# Stargard
Stargard (Stargard Szczeciński entre los años 1950—2015, en alemán: Stargard in Pommern) es una ciudad polaca situada en el voivodato de Pomerania Occidental, a unos 60 km de la frontera con Alemania, junto al río Ina. Cuenta con una población aproximada de 71.367 habitantes, aunque la ciudad forma una aglomeración urbana con las ciudades vecinas de Szczecin, Świnoujście, Police, Goleniów, Gryfino y Nowe Warpno. Es la capital del condado de Stargard, en el voivodato de Pomerania occidental (desde 1999), perteneciendo anteriormente al voivodato de Szczecin (1975-1998).
El 1 de enero de 2016 cambió su nombre de Stargard Szczeciński a Stargard. El cambio se debe al hecho que era la ciudad más grande de Polonia y una de más grandes en el mundo cuyo nombre proviene del nombre de otra ciudad (szczeciński en polaco es el adjetivo proveniente del nombre de la ciudad Szczecin.
Es un importante nudo ferroviario, donde destacan las industrias metalúrgicas y de la madera.

## Historia
Stargard, destruida en 1120, fue erigida como ciudad en 1229, se unió a la Liga Hanseática y fue fuertemente fortificada, formó parte del Ducado de Pomerania. Ocupada por Suecia en el verano de 1630 durante la guerra de los Treinta Años, fue ciudad clave en las negociaciones para fundar la Confederación de Colonia durante la tregua en la guerra danesa-hanseática a mediados de la década de 1360. Mediante el Tratado de Stettin (1653), pasó a Brandeburgo-Prusia.

## Edificios y monumentos históricos
- Iglesia de Santa María (Siglo XV): Una de las mayores iglesias de ladrillo de Europa.
- Iglesia de San Juan (Siglo XV): Torre de 99 metros.
- Fortificaciones medievales (Siglos XIII-XVI): Muros, puertas y torres.
  - A destacar la Torre del Mar Rojo (en polaco Baszta Morze Czerwone) de 1513.
- Ayuntamiento renacentista (Siglos XV-XVI).
- Edificios góticos.
- Graneros (siglo XVI).
- Cruz expiatoria (1542).
- Columna de la victoria (1945).

## Deportes
- Spójnia Stargard Szczeciński: Equipo masculino de baloncesto, quedó 11 en la Polska Liga Koszykówki (Liga de Baloncesto Polaca) en la temporada 2003/04

## Población histórica
| 1618   | 1640   | 1688   | 1720   | 1740   | 1786   | 1800   | 1901   | 1913   | 1929   | 1939   |
| ------ | ------ | ------ | ------ | ------ | ------ | ------ | ------ | ------ | ------ | ------ |
| 12 000 | 1 200  | 3 600  | 400    | 5 529  | 6 243  | 7 000  | 25 000 | 28 000 | 34 600 | 39 760 |
| 1945   | 1950   | 1960   | 1970   | 1975   | 1980   | 1990   | 1995   | 2015   | 2016   |        |
| 2 870  | 20 684 | 33 650 | 44 460 | 51 400 | 59 227 | 71 000 | 72 254 | 68 922 | 68 564 |        |